# 芸人ホテル
『芸人ホテル』（げいにんホテル、英語: Step Lively）は、ティム・フェーランが監督し、フランク・シナトラが主演した、1944年のアメリカ合衆国のミュージカル映画。『芸人ホテル』は、アレン・ボレッツとジョン・マレーが手がけた1937年の演劇『ルームサービス (Room Service)』を原作としている。また、同じ原作による1938年の映画で、マルクス兄弟、ルシル・ボール、アン・ミラーが主演した『ルーム・サーヴィス (Room Service)』のリメイクである。

## キャスト
- フランク・シナトラ - グレン・ラッセル (Glenn Russell)
- ジョージ・マーフィー - ゴードン・ミラー (Gordon Miller)
- アドルフ・マンジュー - ワグナー (Wagner)
- グロリア・デ・ヘイヴン - クリスティン・マーロー (Christine Marlowe)
- ウォルター・スレザック（英語版） - ジョー・グリブル (Joe Gribble)
- ユージン・ポーレット - サイモン・ジェキンス (Simon Jenkins)
- ウォーリー・ブラウン（英語版） - ビニオン (Binion)
- アラン・カーニー（英語版） - ハリー (Harry)
- グラント・ミッチェル（英語版） - ギブス博士 (Dr. Gibbs)
- アン・ジェフリーズ - ミス・アボット (Miss Abbott)
- リチャード・デイヴィーズ（英語版）

## 評価
『ニューヨーク・タイムズ』紙で映画評を書いたボズレー・クラウザーは、この作品を、シナトラというスターを見るための映画 (a star vehicle) だと評したが、シナトラが登場する場面については「明らかに、このバカバカしい笑劇をぎこちないものにしている (perceptibly hobble the farce)」とし、この役はエディ・アルバートが演じていたらずっと良かったと述べた。クラウザーは、シナトラが登場しない「（他のキャスト）だけによって『ルームサービス』が演じられたら、成功が見込める映画ができるだろう (when [the remaining cast] are left alone to play "Room Service" they make this an up-and-coming film.)」とも述べている。

## 受賞
この作品は、第17回アカデミー賞において、アルバート・S・ダゴスティーノ、キャロル・クラーク、ダレル・シルヴェラ、クロード・E・カーペンターが、アカデミー美術賞にノミネートされた。